# Doba ledová: Mamutí drcnutí
Doba ledová: Mamutí drcnutí (v anglickém originále Ice Age: Collision Course) je americký animovaný komediální film režiséra Mike Thurmeiera. Ve filmu se objevili Ray Romano, John Leguizamo, Denis Leary, Queen Latifah, Seann William Scott, Josh Peck, Jennifer Lopez, a Simon Pegg.

## Obsazení
- Ray Romano – Manny, mamut
- John Leguizamo – Sid, lenochod
- Denis Leary – Diego, smilodon
- Queen Latifah – Ellie, mamut
- Keke Palmer – Broskvička, mamut
- Chris Wedge – Scrat, veverka
- Josh Peck – Eddie, vačice
- Sean William Scott – Crash, vačice
- Jennifer Lopez – Shira, homotherium